# Erste Person Singular
Erste Person Singular ist ein Buch von Haruki Murakami. Es ist eine Sammlung von acht Kurzgeschichten, darunter auch die titelgebende Erzählung. Das Buch erschien 2020 unter dem Titel Ichininsho tanshu (laut Impressum, korrekte Umschrift: ichininshou tansuu = 一人称単数) bei Bungeishunju. Die deutschsprachige Ausgabe erschien 2021 in der Übersetzung von Ursula Gräfe bei Dumont.

## Inhalt
Die Überschriften der acht Kurzgeschichten im Inhaltsverzeichnis von Erste Person Singular variieren hinsichtlich der Kursivschrift. Diese uneinheitliche Schreibweise wird im Folgenden übernommen.

### Auf einem Kissen aus Stein
Der Ich-Erzähler berichtet von einer Frau, deren Namen und Gesicht er nicht mehr kennt und zu der er keinen Kontakt mehr hat. Es war eine Kommilitonin aus seinem zweiten Studienjahr, die damit begonnen hat, Tanka zu schreiben, die sich immer um das Thema der Enthauptung drehen. Der Ich-Erzähler schlussfolgert, dass er wahrscheinlich der einzige Mensch auf der Welt sei, der sich an diese Gedichte erinnert.

### Crème de la Crème
Als Schüler wurde der Ich-Erzähler auf ein Klavierkonzert eingeladen. Als er sich auf den Weg begibt, merkt er, dass in dem Gebäude kein Klavierkonzert stattfindet, und trifft stattdessen einen alten Mann. Dieser fragt den Ich-Erzähler, ob er sich einen Kreis mit mehreren Mittelpunkten vorstellen kann, was der Ich-Erzähler verneint. Der alte Mann sagt darauf, die Crème de la Crème des Lebens seien Erfahrungen, die zunächst sinnlos erschienen.

### Charlie Parker Plays Bossa Nova
Der Ich-Erzähler schreibt einen Artikel, in dem er über ein Comeback des 1955 verstorbenen Charlie Parker als Bossa-Nova-Sänger im Jahre 1963 berichtet und dass dies der erste bezahlte Artikel des Ich-Erzählers gewesen sei. Daraufhin wird die Unmöglichkeit einer solchen Geschichte aufgezeigt. Der Ich-Erzähler berichtet von einem fiktiven Bossa-Nova-Konzert Charlie Parkers, aber die Geschichte wird dadurch aufgelöst, dass der Ich-Erzähler um vier Uhr aus einem Traum erwacht, in dem dies stattgefunden hat.

### With the Beatles
Im Jahre 1964 lernt der Ich-Erzähler eine Schülerin kennen, die er mit einer originalen britischen Beatlesplatte in der Schule sieht. Er merkt an, dass er damals Popmusik nur als Hintergrundmusik gehört hat und sich eher für Jazz oder Klassik interessiert hat, aber dass das Jahr 1965 ein Höhepunkt der Popmusik gewesen sei. Auch heute stellt er sich diese Schülerin immer wieder vor, obwohl er nicht weiß, was aus ihr geworden ist.

### Gesammelte Gedichte über die Yakult Swallows
Der Ich-Erzähler schreibt, dass er sich schon von Kindesbeinen an für Baseball interessiert. Im Jahre 1968 wird er zunächst Fan der Sankei Atoms, später der Yakult Swallows. Während seiner Arbeit am Roman Wilde Schafsjagd verfasst er einige Gedichte über sie, die aber nie veröffentlicht wurden.

### Carnaval
Für den Ich-Erzähler ist F* die hässlichste Frau, die er kennt. Er merkt an, dass schöne Frauen sehr um ihre Schönheit besorgt seien; hässliche Frauen dies aber genau nicht tun müssten. Auch überträgt er den Anfang von Tolstois Anna Karenina auf die Schönheit von Frauen, wonach sich alle schönen Frauen glichen, jede hässliche Frau aber auf ihre eigene Weise hässlich sei. Er erwähnt außerdem, dass F* sich wie der Ich-Erzähler für Schumanns Carnaval begeistert und einen aufwendigen Lebensstil pflegt. Jahre später muss sie wegen Betrugs vor Gericht.

### Bekenntnis des Affen von Shinagawa
In einem heruntergekommenen Hotel in Shinagawa wird der Ich-Erzähler von einem Affen bedient. Dieser sagt ihm, dass es sein Hobby sei, Namen von Frauen, in die er verliebt war, zu stehlen. Am nächsten Tag fehlt von dem Affen jede Spur. Der Ich-Erzähler möchte eine Geschichte darüber schreiben, aber sein Verlag lehnt dies ab, da die Geschichte keine Conclusio habe. Der Ich-Erzähler beginnt daraufhin, sich Namen von Frauen zu merken, so wie es der Affe getan hat.

### Erste Person Singular
Der Ich-Erzähler berichtet, dass er selten und ungern Anzüge trägt. Als seine Frau mit Freunden chinesisch essen geht, verbringt er seinen Abend alleine, da er auf Zutaten der chinesischen Küche allergisch reagiert. Er zieht einen Anzug an und geht in eine Bar. Dort trifft er eine Frau, die ihm sagt, dass seine Krawatte nicht zum Anzug passt, und stellt sich als Freundin einer Freundin vor, die ihn jetzt hasst. Als er die Bar verlässt, hat sich die ganze Umgebung der Bar verändert.

## Kritik
„Die Erzählungen lassen sich ohne große Widerstände wegschlotzen, verläppern sich aber rasch. Der gesamte Band ist von typischen Haruki-Murakami-Beigaben durchzogen: leicht mystische Erfahrungen, sprechende Affen, Jazzmusik, doppelte Böden, das Spiel mit Masken, Selbstmord. […] Haruki Murakami ist ein globalistischer Pseudo-Mystiker, der Exotik auf ein erträgliches Maß herunterdimmt und gefällig zu erzählen weiß.“